# Hinode (Tokio)
Hinode (日の出町 Hinode-machi?) es un pueblo que se encuentra al oeste de Tokio, Japón; específicamente dentro del distrito de Nishitama.
Según datos del 2010, el pueblo tiene una población estimada de 16.507 habitantes y una densidad de 588 personas por km². El área total es de 28,08 km².
Fue establecida como villa en 1955 tras la fusión de las villas de Hirai y Ōguno. En 1974 fue promovido a pueblo.
Geográficamente se encuentra separado del resto de las municipalidades del distrito de Nishitama y la rodean las ciudades de Akiruno al sur y de Ōme al norte. El punto más alto es el monte Hinode con 902 metros de altura, y los principales ríos son el Hirai y el Ōguno.
En este pueblo es conocido por ubicarse el Hinode Sansō, un chalet del antiguo primer ministro Yasuhiro Nakasone y sirvió como punto de encuentro entre el premier y el presidente de Estados Unidos Ronald Reagan en 1983.

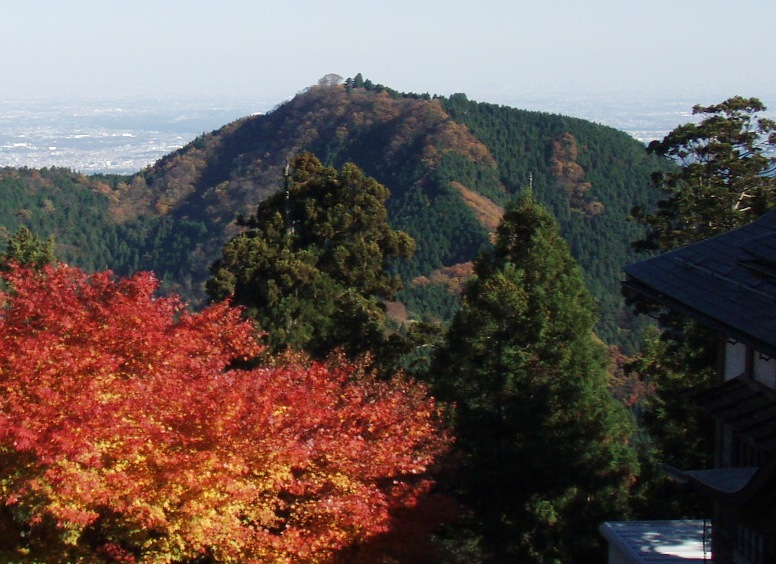
Monte Hinode

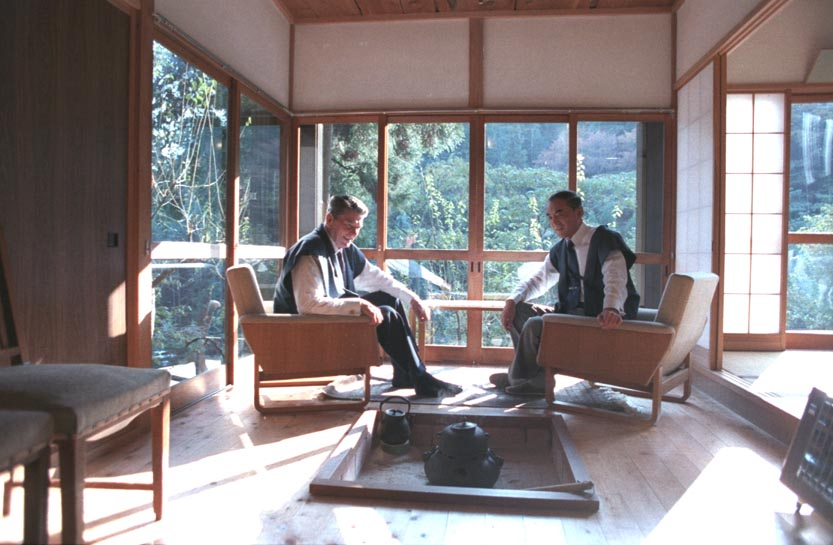
Ronald Reagan (izq.) y Yasuhiro Nakasone (der.) reunidos en el chalet de Hinode Sansō.